# Carlo Caracciolo
Pour les articles homonymes, voir Caracciolo.
 (mars 2013).
Si vous disposez d'ouvrages ou d'articles de référence ou si vous connaissez des sites web de qualité traitant du thème abordé ici, merci de compléter l'article en donnant les références utiles à sa vérifiabilité et en les liant à la section « Notes et références ».
Carlo Caracciolo di Castagneto (né le 23 octobre 1925 à Florence et mort le 15 décembre 2008 à Rome), est un éditeur et patron de presse italien. Figure de l'aristocratie italienne de gauche, il était surnommé « le prince-éditeur ».

## Biographie
Issu de la famille napolitaine des princes de Castagneto et ducs de Melito, Carlo Caracciolo est le fils aîné de Filippo Caracciolo di Castagneto et de Margaret Clarke, héritière américaine née dans l'Illinois. Il a une sœur, Marella Caracciolo di Castagneto, épouse de l'industriel Giovanni Agnelli, et un frère, Nicola Caracciolo di Castagneto. Il épouse Violante Visconti di Modrone (1934-2000), nièce du cinéaste Luchino Visconti, en 1996. Il a deux fils biologiques, Carlo Revelli Caracciolo di Melito et Margherita Revelli Caracciolo di Melito. Il a également une fille adoptive, Jacaranda Falck Caracciolo, née en 1972 d'une liaison avec la journaliste Anna Cataldi, épouse de l'industriel Giorgio Falck. 

### Études
Il étudie le droit à Rome, puis fréquente la Harvard Business School. En 1951, il fonde la société d'édition Etas Kompass, destinée à la publication de revues techniques et d'annuaires industriels. Il en demeure administrateur délégué jusqu'en 1975.

### Carrière
En 1955, il participe à la constitution de la société N.E.R. (Nuove Edizioni Romane), dont l'actionnaire principal est Adriano Olivetti. Ils prennent le contrôle de l'hebdomadaire L'Espresso, que dirige Arrigo Benedetti (en).
En 1956, Olivetti cède ses actions à Carlo Caracciolo à titre gratuit, se réservant la gestion de la régie publicitaire. Carlo devient l'actionnaire majoritaire tandis qu'entrent aussi au capital Arrigo Benedetti et Eugenio Scalfari, ce dernier dirigeant la publication à partir de 1966.
En 1976, une coentreprise entre Editoriale L'Espresso et Arnoldo Mondadori Editore donne naissance à la Società Editoriale La Repubblica, dont Carlo devient président et administrateur délégué. Le quotidien La Repubblica paraît dès le 14 janvier 1976, dirigé par Eugenio Scalfari. La société est introduite en bourse en 1984.
En 1988, sa majorité dans L'Espresso et ses parts de La Repubblica sont transférées à Mondadori, dont Carlo devient président (1989-1990). Lors de la prise de contrôle de Mondadori par Silvio Berlusconi, un conflit judiciaire aboutit à la séparation des branches livres et magazines (récupérées par la Fininvest) et les quotidiens La Repubblica et L'Espresso, réunis dans le Gruppo Editoriale L'Espresso, dont l'actionnaire majoritaire est la CIR de Carlo de Benedetti. Carlo Caracciolo devient président de cette nouvelle entité.
Carlo Caracciolo préside également la société Finegil Editoriale SpA, propriétaire de plusieurs quotidiens régionaux, de la société A. Manzoni & CS SpA, régie publicitaire du groupe, ainsi que le conseil d'administration de la société internet Kataweb SpA (depuis 1999).
En 2006, il abandonne la direction effective de ses sociétés au profit de Carlo de Benedetti, demeurant président honoraire du Gruppo Editoriale L'Espresso.
Le 2 juin 2007, il acquiert 30 % du quotidien français Libération, devenant ainsi le second actionnaire après Édouard de Rothschild, qui en détient 38%.
Carlo Caracciolo meurt dans sa maison romaine du Trastevere le 15 décembre 2008 à 83 ans.